# Isabella Plains
Isabella Plains est un quartier de l'arrondissement de Tuggeranong à Canberra, la capitale de l'Australie. Il compte 4 315 habitants en 2011.

## Toponymie
Le quartier est nommé d'après Isabella Maria Brisbane (1821–1849), la fille de Sir Thomas Brisbane, le 6e gouverneur de Nouvelle-Galles du Sud de 1821 à 1825.
La localité est d'abord connue sous le nom de Isabella's Plain, avant que le nom de quartier ne soit officiellement adopté avec une modification orthographique.

## Histoire
La région est explorée par les colons européens en 1823. Le brigadier John Ovens (en) et le capitaine Mark John Currie (en) chargent John Wilde de les guider vers la rivière Murrumbidgee. Ils longent le cours d'eau en direction sud et découvrent la région.
Le quartier d'Isabella Plains est référencé dans le Gazetteer of Australia (en) depuis le 5 août 1975. Ses rues portent les noms de paroisses de Nouvelle-Galles du Sud.

## Géographie
Isabella Plains est bordé par les quartiers de Monash, Bonython, Richardson et Calwell. Il est délimité par Isabella Drive, Drakeford Drive, Johnson Drive et Ashley Drive.
| Greenway | Monash                     | Gowrie     |
| Bonython | quartier d'Isabella Plains | Richardson |
| Gordon   | Calwell                    | Calwell    |

### Géologie
Isabella Plains se trouve sur une couche de rhyodacite verte, grise et violette datée du Silurien. Celle-ci est surmontée d'une couche d'alluvions à certains endroits.

## Aménagements et services

### Vie religieuse
Isabella Plains fait partie de la paroisse catholique de Corpus Christi, dont l'église se trouve à Gowrie.

## Galerie d'images

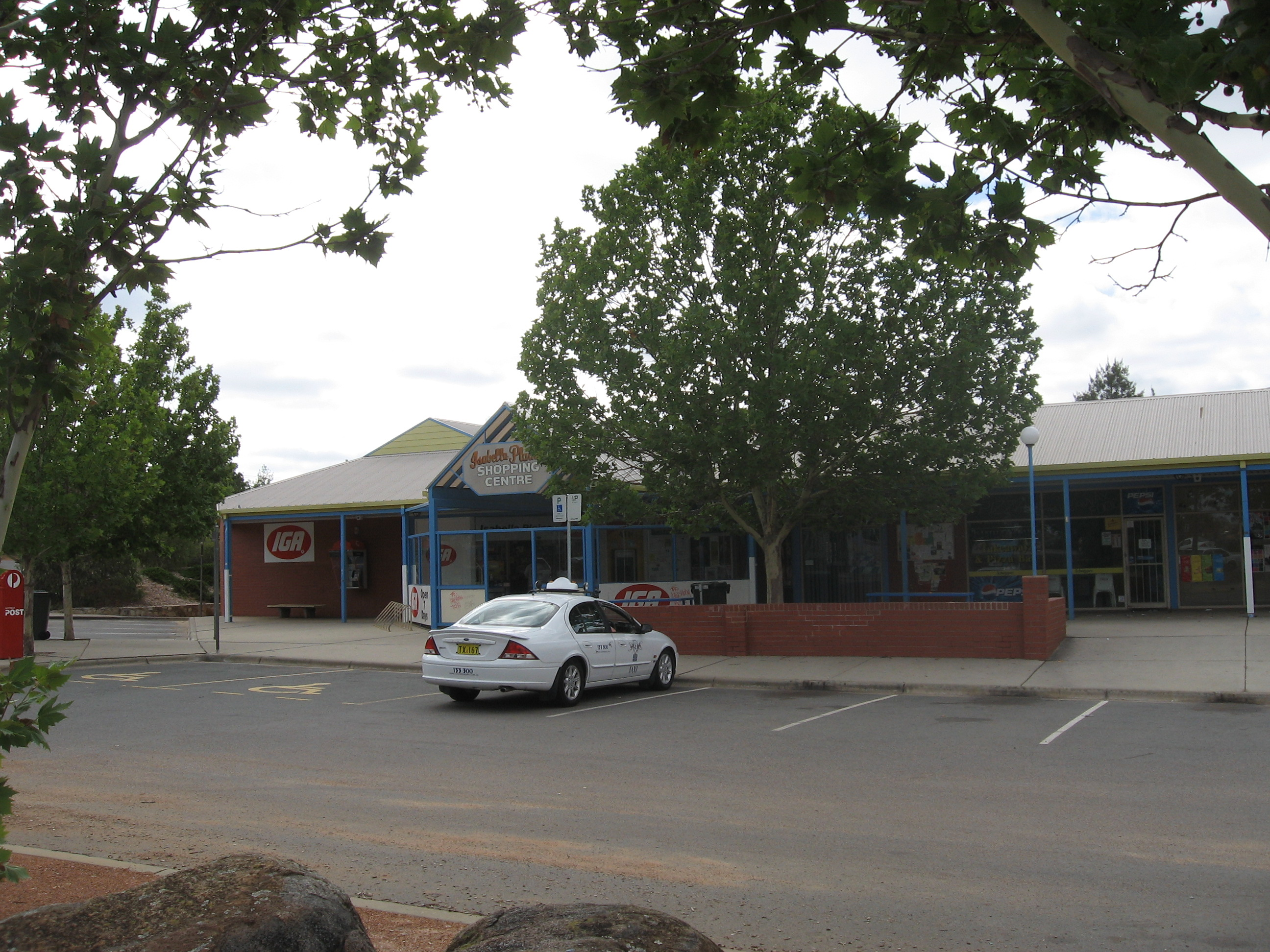
Commerces à Isabella Plains
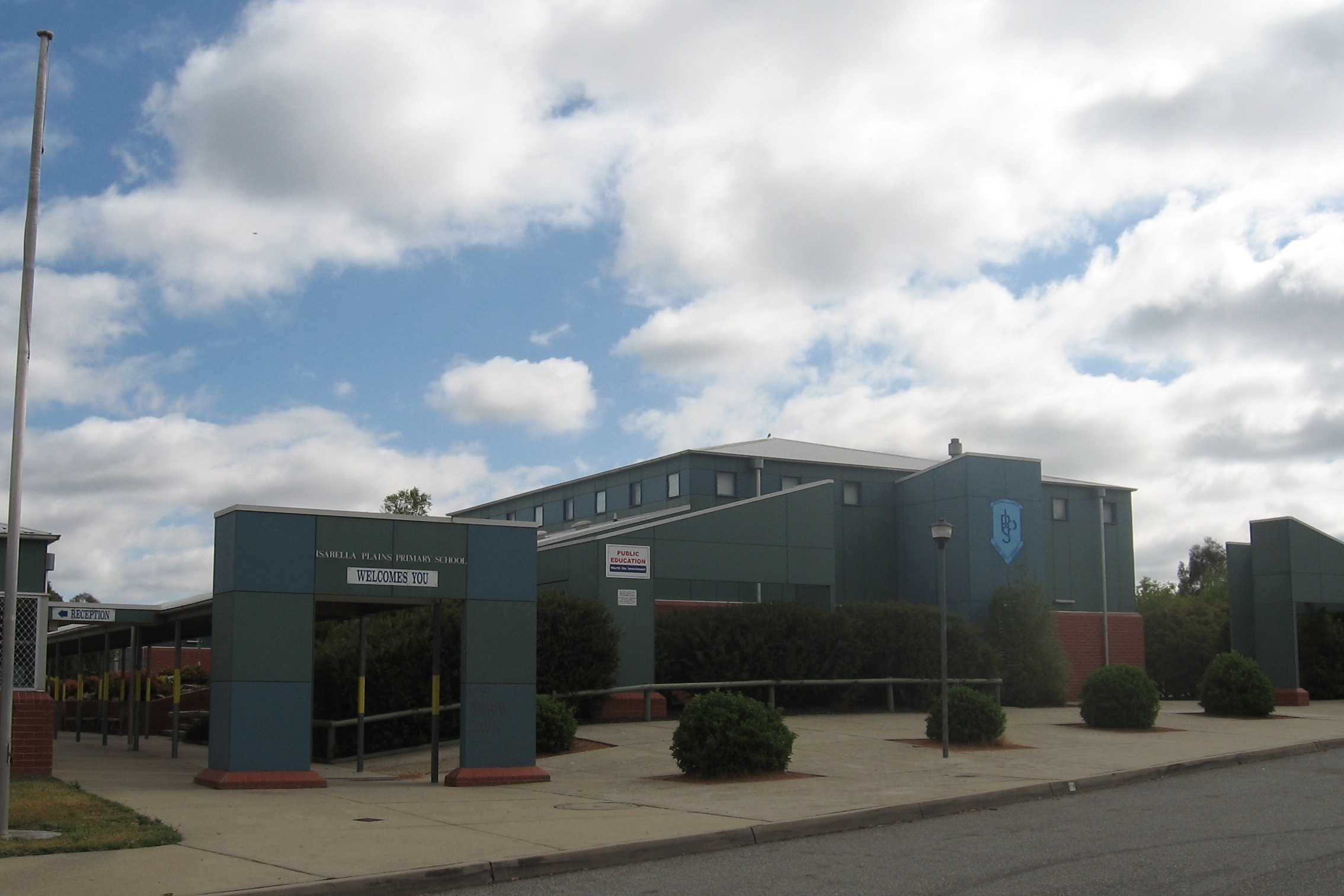
L'école primaire d'Isabella Plains
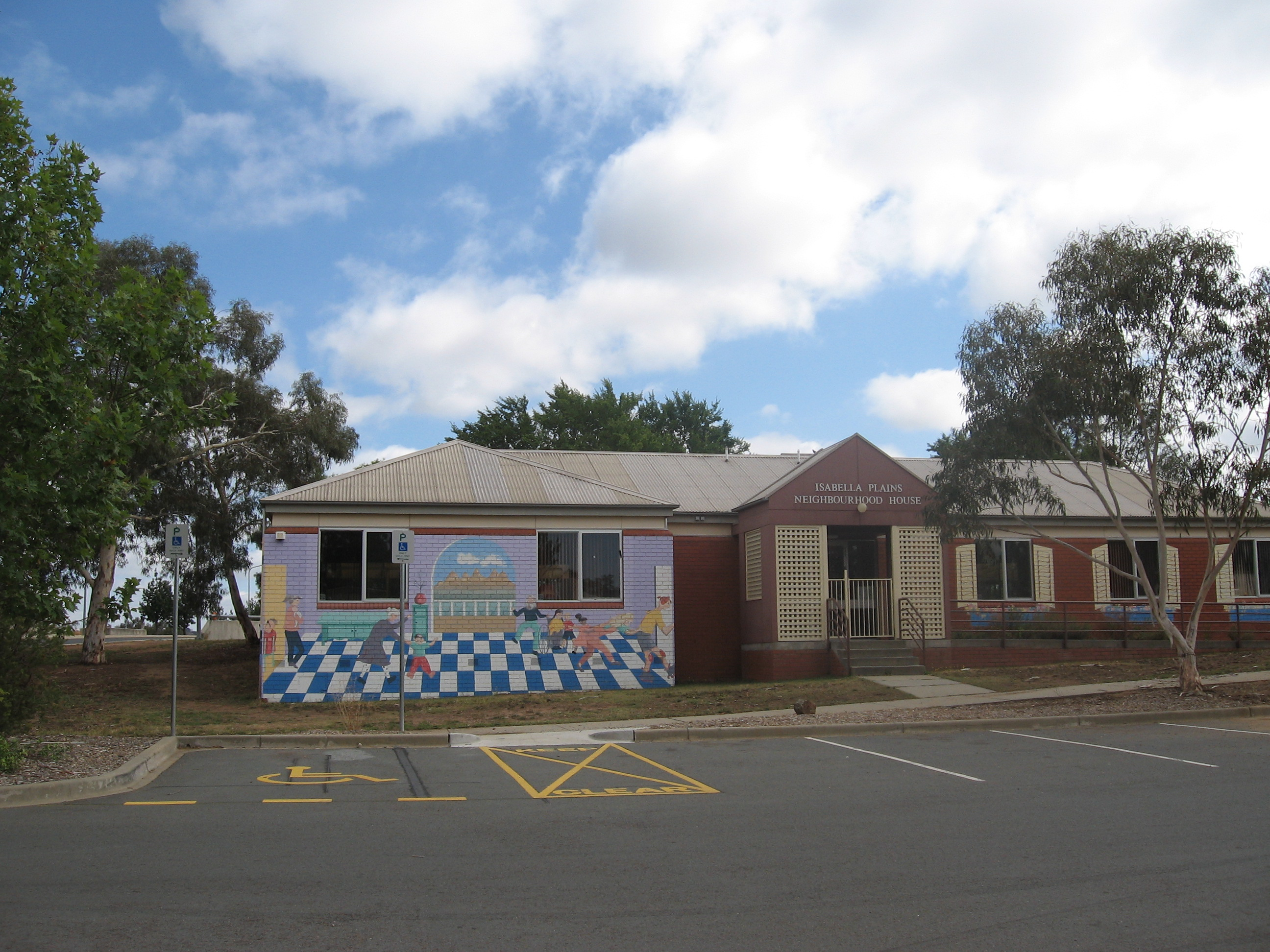
Le foyer du quartier d'Isabella Plains (Neighbourhood Centre), situé près des commerces
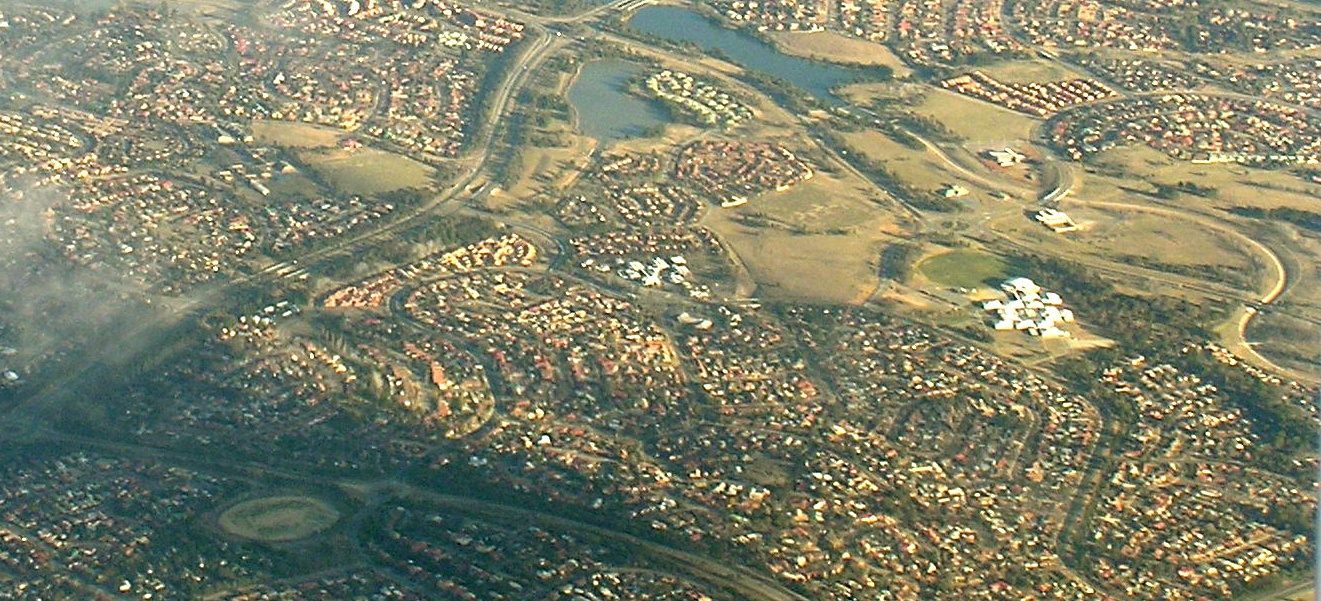
Vue aérienne depuis le sud-est